# FILM RISKY
《FILM RISKY》是日本音樂組合B'z於1990年12月16日發行的首張影像作品（首張VHS、LD）。收錄內容為宣傳片影像。本作之後伴隨著BMG ROOMS（現：VERMILLION RECORDS）的成立，發售權轉移到BMG ROOMS。
此外，VHS、LD皆已停產，並且未以DVD、Blu-ray再版。

## 成員
- 松本孝弘：吉他・製作人
- 稻葉浩志：主唱

## 收錄影像曲
1. 在『B'z LIVE-GYM '90〜'91 "RISKY"』上的演唱會影像。於2013年6月12日發售的精選輯『B'z The Best XXV 1988-1998』初回限定盤DVD中收錄了重新編輯的影像[1]。

## 腳註

### 出典
1. ↑   (MUSIC VIDEO的Liner Notes（英语：Liner notes）（初回限定盤附屬）) (音像媒体说明). VERMILLION RECORDS. 2013.